# Patuca (kommun)
Patuca är en kommun i Honduras.   Den ligger i departementet Departamento de Olancho, i den centrala delen av landet, 140 km öster om huvudstaden Tegucigalpa. Antalet invånare är 21 675. Arean är 635 kvadratkilometer.
Terrängen i Patuca är kuperad.